# 魏王假
魏王假（ぎおう か、生没年不詳）は、中国戦国時代の魏の第8代（最後の）君主（在位：紀元前227年 - 紀元前225年）。王としては第6代。姓は姫、氏は魏、諱は假。景湣王の子。

## 生涯
景湣王15年（紀元前228年）、父の景湣王が死去し、太子の假が即位した。
魏王假3年（紀元前225年）、秦は魏を攻め、秦の将軍王賁は魏の都大梁に黄河の水を引いて、3カ月後に陥落させた。假は秦軍に投降し、ここに魏は滅亡した（魏攻略）。